# John Pratt (1er marquis Camden)
Pour les articles homonymes, voir John Pratt (homonymie) et Pratt.
John Jeffreys Pratt (11 février 1759 - 8 octobre 1840) est un homme politique britannique. Il est Lord lieutenant d'Irlande entre 1795 et 1798 et secrétaire d'État à la Guerre et aux Colonies entre 1804 et 1805.

## Biographie
John Jeffreys Pratt est né à Lincoln's Inn Fields, à Londres, fils unique de l'avocat Charles Pratt (1er comte Camden) et d'Elizabeth, fille de Nicholas Jeffreys. Il est baptisé le jour où la comète de Halley est apparue. En 1765, son père (à l'époque Sir Charles Pratt, après avoir été nommé juge en chef des plaids communs en 1762) est créé baron Camden. À ce moment, il devient l'honorable John Pratt. Il fait ses études à l'Université de Cambridge (Trinity College),.

## Carrière politique
En 1780, il est élu député de Bath, et obtient le poste de caissier de l'échiquier la même année une fonction lucrative qu'il conserve jusqu'à sa mort. Il sert sous Lord Shelburne en tant que Lord de l'Amirauté entre 1782 et 1783 et dans le même poste sous William Pitt le Jeune entre 1783 et 1789, ainsi que Lord du Trésor entre 1789 et 1792.
En 1786, son père est créé comte Camden. À ce moment, il devient connu sous le nom de vicomte Bayham, l'un des titres secondaires de son père.
En 1793, il est admis au Conseil privé. En 1794, il succède à son père comme second comte Camden et l'année suivante, il est nommé Lord lieutenant d'Irlande par Pitt. N'aimant pas l'Irlande et s'opposant à l'émancipation des catholiques le mandat de Camden est une période de turbulence, aboutissant à Rébellion irlandaise de 1798. Son refus de renvoyer William Orr, reconnu coupable de trahison sur le témoignage d'un témoin douteux, suscite une grande indignation publique.
Immédiatement après la répression du soulèvement, Camden démissionne. En 1804, il devient Secrétaire d'État à la Guerre et aux Colonies sous Pitt et en 1805, Lord président du Conseil, poste qu'il conserve jusqu'en 1806. De 1807 à 1812, il redevient lord président date à laquelle il reste quelque temps dans le cabinet sans portefeuille. En 1812 il est créé comte de Brecknock et marquis Camden.
La démission forcée du cabinet de Lord Castlereagh, beau-fils de sa sœur Frances, de laquelle il a toujours été proche, en septembre 1809, donne lieu à une série de querelles de famille, lorsqu'il devient évident que Camden connaissait depuis des mois le plan de renvoyer Castlereagh, mais ne lui avait donné aucun avertissement. Castlereagh lui-même considérait Camden comme « un ami faible », pas un ennemi, et ils se sont finalement réconciliés.
Il fut également Lord Lieutenant du Kent entre 1808 et 1840, et chancelier de l'Université de Cambridge entre 1834 et 1840. Il est fait chevalier de la jarretière en 1799 et élu membre de la Société des antiquaires de Londres en 1802.

## Famille
Lord Camden épouse Frances, fille de William Molesworth, en 1785. Elle meurt à l'abbaye de Bayham, dans le Sussex, en juillet 1829. Lord Camden lui survécut onze ans et meurt à Seale (Surrey) le 8 octobre 1840, à l'âge de 81 ans. Il est remplacé par son fils unique, George Pratt (2e marquis Camden).
La famille possède et habite une maison située au 22, rue Arlington à St James's, un quartier de la Cité de Westminster au centre de Londres qui jouxte le Ritz. L'année de son décès, il vend la maison au major Henry Somerset, septième duc de Beaufort .